# Бегалиев, Муратбек Акимович
Муратбек Акимович Бегалиев (род. 21 июня 1955, Мин-Куш, Тянь-Шанская область) — композитор, педагог, ректор Кыргызской национальной консерватории. Народный артист Киргизской Республики (1998).

## Образование
1969-1976: Республиканская средняя специальная музыкальная школа им. М. Абдраева, г. Фрунзе, (класс фагота, трубы, кларнета и композиции).
1976-1977: Киргизский государственный институт искусств им. Б. Бейшеналиевой, г. Фрунзе, фортепианно-теоретический факультет (класс композиции проф. М. Абдраева).
1977-1982: Московская государственная консерватория им. П. И. Чайковского (класс композиции проф. М. И. Чулаки).
1982-1984: аспирантура Московской государственной консерватории им. П. И. Чайковского (класс проф. М. И. Чулаки).
1990-1992: стипендиат ЮНЕСКО, стажировка в Центре культуры г. Кёльн (Германия) и Парижской консерватории (Франция).

## Творчество
Истоки музыки Муратбека Бегалиева неразрывно связаны с его биографией. Он родился в маленьком аиле Тянь-Шаня, где красота озера Сон-Кол и величие гор как бы хранят идущие из глубины веков прекрасные народные напевы и наигрыши. До сих пор композитор черпает силу из этого чистого духовного источника, дающего его музыке особую красоту и выразительность. Уже в годы обучения в Московской консерватории определились основные черты творческой личности молодого композитора: преданность искусству, тяготение к монументальным образам, своеобразие тематики, умение воплотить замысел яркими средствами, мастерское владение музыкальной формой и оркестровкой. Авторский стиль М. Бегалиева вырос из национальных истоков и в то же время испытал множество обогащающих влияний мировой классической и современной музыки.
М. А. Бегалиев — признанный лидер современной композиторской школы Кыргызстана. Его творчество отличается содержательной глубиной и оригинальностью связей национального фольклора с современной стилистикой. Синтетическая природа музыки композитора, тематика и жанры его произведений по-своему отражают универсализм и толерантную природу искусства Центральной Азии с его широкими культурными контактами.
Первый большой успех М. А. Бегалиева — Гран при Международного конкурса молодых композиторов (Москва) за симфоническую поэму «Последний день Помпеи» по мотивам живописного полотна известного русского художника Карла Брюллова. Прочно вошли в репертуар многих исполнителей в Кыргызстане и за рубежом Праздничная увертюра для симфонического оркестра, симфоническая картина «Напевы детства», «Кыргызская сюита» для камерного оркестра, Партита для струнного квартета, Соната для фортепиано, «Казал-соната» для фортепиано, Фортепианная сюита «Воспоминания старца», «Манас-соната» для скрипки и фортепиано, «Узоры» для квартета ударных и традиционных киргизских инструментов.
Творчество М. А. Бегалиева — это ценный опыт воссоединения особенностей западноевропейского и восточного музыкального мышления. Например, в «Манас-сонате» композитор как бы сближает Запад и Восток, отдавая дань великому И. С. Баху и одновременно развивая музыкальную тематику киргизского героического эпоса «Манас». Следует также отметить глубинное влияние этого уникального эпического памятника народной культуры на творчество композитора.
Особого внимания заслуживает многолетняя творческая дружба М. А. Бегалиева и его старшего коллеги — писателя Ч. Т. Айтматова. По мотивам произведений писателя Чингиза Айтматова М. А. Бегалиевым созданы симфония, драматория «И дольше века длится день…» для солистов, хора и симфонического оркестра, «Ностальгия-пассакалия» для камерного оркестра, «Гимн Творцу» для солистов, хора, камерного оркестра и ансамбля киргизских традиционных инструментов, созданный специально к открытию II Иссык-Кульского форума, состоявшегося под эгидой великого писателя современности в 1997 году.
Популярностью пользуются песни композитора «Кыргызстан», «Ата Мекен», «Ыссык кѳлдү сагынуу» (на стихи Ч. Айтматова), «Улуу тоонун уулумун», «Сагындым», «Бабаларга таазим», «Ардагым», «Кызгалдак гүлүм ай», «Тагдырым болчу сен менин» и др.

## Музыка для театра и кино
М. А. Бегалиев — автор музыки к более чем 30 кинофильмам, в том числе: «Потомок Белого барса» (2 серии, реж. Т. Океев), «Буранный полустанок», «Лицом к лицу», «Млечный путь» (реж. Б. Карагулов), «Солнечные кони», «Дилетант», «Выстрел в степи», «Манас, Манас!», «Жизнь после смерти», «Тагдыр» и др., получившие призы на международных фестивалях в России, Германии, Японии, Сирии, Индии. Величественная красота родного края, точные психологические характеристики героев, национальный фольклор, быт, обряды — все это близко особенностям творческого склада композитора.
Композитором создана также музыка к более чем 20 спектаклям, которые с успехом идут на сценах театров в Кыргызстане и за рубежом, в том числе: «Журавлиные перья», «Амидзима», «Жаныл-Мырза», «Семетей, сын Манаса», «Материнское поле», «Ночь воспоминаний о Сократе», «Белое облако Чингисхана» и др.

## Общественная и педагогическая деятельность
В 1993 году Указом Президента Кыргызской Республики и по инициативе М. А. Бегалиева создана Кыргызская Национальная консерватория. Выпускниками ВУЗа стали более 1500 человек. Среди выпускников консерватории — около 500 лауреатов конкурсов, фестивалей и форумов:
- Международных конкурсов им. М. И. Глинки (Москва),
- им. Л. Паваротти (Санкт-Петербург),
- «Романсиада» (Москва, Шымкент),
- Дельфийские игры СНГ,
- «Новая волна»,
- «Москва приглашает друзей», концертные программы на ВДНХ в г. Москва,
- Иссык-Кульских форумах молодых интеллектуалов СНГ и др.

Как профессор и педагог, М. А. Бегалиев подготовил более 30 профессиональных композиторов, которые работают во многих музыкальных и учебных учреждениях, создают новые произведения, проходят стажировку в культурных центрах России и других стран, являются лауреатами международных конкурсов и Государственной премии Кыргызстана для молодёжи им. Ч. Айтматова.
М. А. Бегалиевым созданы несколько коллективов:
- Лауреат международного конкурса им. А. Пьяццоллы в г. Барнаул (Россия) Большой симфонический оркестр,
- Оркестр народных инструментов и Духовой оркестр,
- Лауреат международного конкурса им. А. Жубанова в г. Актобе (Казахстан) хоровой коллектив Консерватории,
- Несколько ансамблей, которые ведут активную концертную деятельность по всей республике и за рубежом.
- В ВУЗе создана третья в СНГ кафедра балетмейстерского мастерства.
- В настоящее время консерватория является одним из ведущих центров музыкальной культуры и образования в Кыргызстане и Центральной Азии.

В 2004-2005 годы М. А. Бегалиев возглавлял Госкомиссию по развитию культуры при Правительстве Кыргызской Республики, был инициатором учреждения Министерства культуры и Национального культурного центра Кыргызской Республики, Дней культуры Кыргызстана в странах СНГ, концертных программ в Кыргызстане известных музыкантов-исполнителей и творческих коллективов из России, Казахстана, Таджикистана, Узбекистана, Эстонии, Украины, США.
М. А. Бегалиев — член Союза композиторов и Союза кинематографистов Кыргызской Республики, действительный член Международной академии творчества (1996, Москва, Россия), действительный член Международной академии музыки (1997, Мюнхен, Германия), Почетный доктор Сеульского университета (2005).

## Международная деятельность
М. А. Бегалиев является членом Совета ректоров консерваторий СНГ, членом Президиума ISME, членом Международного оргкомитета Форума Духовной культуры и Согласия (Астана), Международного фестиваля искусств IDRIART, культурной программы Бишкекского глобального Горного саммита. Участник VI, VII и VIII Форумов творческой и научной интеллигенции СНГ. Председатель Международной ассоциации кыргызских композиторов, музыковедов и исполнителей.
М. А. Бегалиев является председателем жюриː
- Ежегодного Республиканского конкурса «Студенческая весна»
- Международного конкурса юных музыкантов-исполнителей Ars Polonia в Бишкеке
- Международных конкурсов популярной музыки «Иссык-Куль»
- «Мейкин Азия» (все — Кыргызстан)
- Международного фестиваля творческой молодёжи «Шабыт» (Астана, Казахстан)
- Международного конкурса композиторов им. А. Хачатуряна (Ереван, Армения)
- Международного конкурса «Возрождение» (Гюмри, Армения)
- Международного конкурса в г. Душанбе (Таджикистан) и др.

М. А. Бегалиев — участник многих международных фестивалей современной музыки и работы международных гуманитарных форумов в Беларуси, Венгрии, Вьетнаме, Германии, Польше, России, Франции, Чехии, Швейцарии, Югославии, Индии, Казахстане, Кыргызстане, Таджикистане, Туркменистане, в Турции, Узбекистане, Украине, в том числе Международного фестиваля «Азия — Европа» и «Европа — Азия» (Кыргызстан, Казахстан, Татарстан, Турция, Вьетнам), «Тюркский мир» (Казань, Россия), участник культурной программы Международного фестиваля «Мары — столица исламской культуры» (Туркменистан) и др.

## Основные произведения
Для симфонического оркестра:
- Симфония по мотивам эпоса «Манас»,
- Симфоническая поэма «Последний день Помпеи»,
- Праздничная увертюра,
- Симфоническая картина «Напевы детства»
- Драматория «И дольше века длится день…» для солистов, чтеца, хора и большого симфонического оркестра по мотивам романа Ч. Айтматова «Плаха»
- Кантата «Кыргыз шаӊы» для хора, солистов и большого симфонического оркестра
- «Ностальгия-Пассакалия» для камерного оркестра, посвященная Ч. Айтматову
- «Гимн Творцу» для сопрано, камерного хора, ансамбля киргизских традиционных инструментов и камерного оркестра. Создан специально для церемонии открытия II Иссык-Кульского форума, который состоялся в Кыргызстане 1997 году под эгидой великого писателя современности Ч. Айтматова.
- «Манас-соната» для скрипки и фортепиано,
- «Кыргызская сюита» для струнного квартета,
- Сюита для фортепиано «Воспоминания старца»,
- «Узоры» для квартета ударных и традиционных киргизских инструментов,
- «Элегия» для виолончели и фортепиано, вокальный триптих «Сүйүү эмне?» для баса и фортепиано и др.

Музыка к более 30 кинофильмам, в том числеː
- «Потомок Белого барса» (1983),
- «Солнечные кони» (1986),
- «Дилетант» (1987),
- «Выстрел в степи» (1988),
- «Лицом к лицу» (1990),
- «Млечный путь» (1994),
- «Манас, Манас!» (1995),
- «Жизнь после смерти» (1998),
- «Тагдыр» (2014) и др.

Музыка к более 20 спектаклям, в том числеː
- «Семетей, сын Манаса» по пьесе Ж. Садыкова,
- «Деревянная дорога» по пьесе Л. Устинова,
- «Журавлиные перья» по пьесе Д. Киноситы,
- «Ночь воспоминаний о Сократе» по пьесе Ч. Айтматова и М. Шаханова,
- «Белый пароход» по повести Ч. Айтматова

Более 60 песен и романсов, в том числеː
- «Кыргызстан»
- «Ата Мекен»
- «Ыссык кѳлдү сагынуу»
- «Улуу тоонун уулумун»
- «Сагындым»
- «Бабаларга таазим»
- «Ардагым»
- «Кызгалдак гүлүм ай»
- «Тагдырым болчу сен менин» и др.

## Награды
- Заслуженный деятель искусств Кыргызской Республики (1992)
- Народный артист Кыргызской Республики (1998)
- Кавалер ордена «Манас» III степени (2004)
- Памятная юбилейная медаль «Манас-1000» (1995)[1]
- Лауреат премии Ленинского Комсомола Кыргызской ССР (1985)
- Государственная премия Кыргызской Республики имени Токтогула (1998)
- Премия Тугелбай Ата (1994)
- Международная премия им. Ч. Т. Айтматова (1995)
- Премия Фонда возрождения духовности «Руханият» (2001)
- Международная премия «Алтын копір» (1996, Казахстан)
- Международная премия «Человек года — Айкөл Манас» (2007)
- Орден за заслуги в развитии культурного диалога между народами (Польша, 2009)
- Кавалер ордена Заслуг перед Республикой Польша (Польша, 2011)[2]
- Орден им. М. Ломоносова (Россия, 2007)
- Золотая медаль Всемирной организации интеллектуальной собственности (2006)
- Золотая медаль им. П. Чайковского (2000)
- Золотая медаль им. Н. Рубинштейна (2006, Россия)
- Межгосударственная премия СНГ «Звёзды Содружества» (2015)[3]
- Золотая медаль им. М. Тулебаева (Казахстан, 2015)
- Золотая медаль Республики Вьетнам за вклад в мировое искусство (2014)
- Почетный гражданин городов Бишкек и Астана

## Публикации
- Бегалиев М. «Кайрык». Сб. камерных произведений. — Фрунзе: Адабият, 1999.
- Бегалиев М. Симфоническая поэма. — Москва: Советский композитор, 1985.
- Бегалиев М. «Казал-соната» для фортепиано. — Москва: Музыка, 1987; Tonger Verlag, 1995, Германия.
- Бегалиев М. «Кыргызская сюита» для струнного квартета. — Москва: Советский композитор, 1989; Бишкек: Адабият, 1991; Tonger Verlag, 1995, Германия.
- Бегалиев М. «Воспоминания старца», сюита для фортепиано. — Бишкек: Адабият, 1991; Tonger Verlag, 1996, Германия.
- Бегалиев М. Тройной CD-альбом: симфонические, камерные произведения, песни.

О творчестве М. А. Бегалиева написаны следующие труды:
- Мусаева Э.  Муратбек Бегалиев: "Как жить, чтобы не кануть в Лету..." Художественно-публицистическое издание, биография.- Бишкек: Улуу Тоолор, 2021; 460 стр.
- Мусаева Э. Муратбек Бегалиев: "Зерна вечности". Художественно-публицистическое издание, биография. - Бишкек: Бийиктик,2009.
- Калпаева Д. Муратбек Бегалиев: "Доор добулбасы (Сүрөткер менен дилмаек)". — Бишкек: Бийиктик, 2005; 2-е дополненное издание. — Бишкек: Бийиктик, 2015.

Поэтические сборники М. А. Бегалиева:
- "Аздек дỴйнө: Ырлар жыйнагы". — Бишкек: Бийиктик, 2006.
- Муратбек Бегалиев: Исследования, статьи, материалы. Сборник, ред.-сост. Е. Лузанова. — Бишкек: Учкун, 2005.
- Ак Термел: Ырлар жыйнагы. — Бишкек: Бийиктик, 2012.
- М. А. Бегалиев — автор целого ряда публикаций и интервью в средствах массовой информации Кыргызстана и зарубежных стран по актуальным вопросам культуры, искусства и образования.

## Цитаты
Муратбек Бегалиев, по словам Чингиза Айтматова, (великого писателя)П